# Caroline Luise av Hessen-Darmstadt

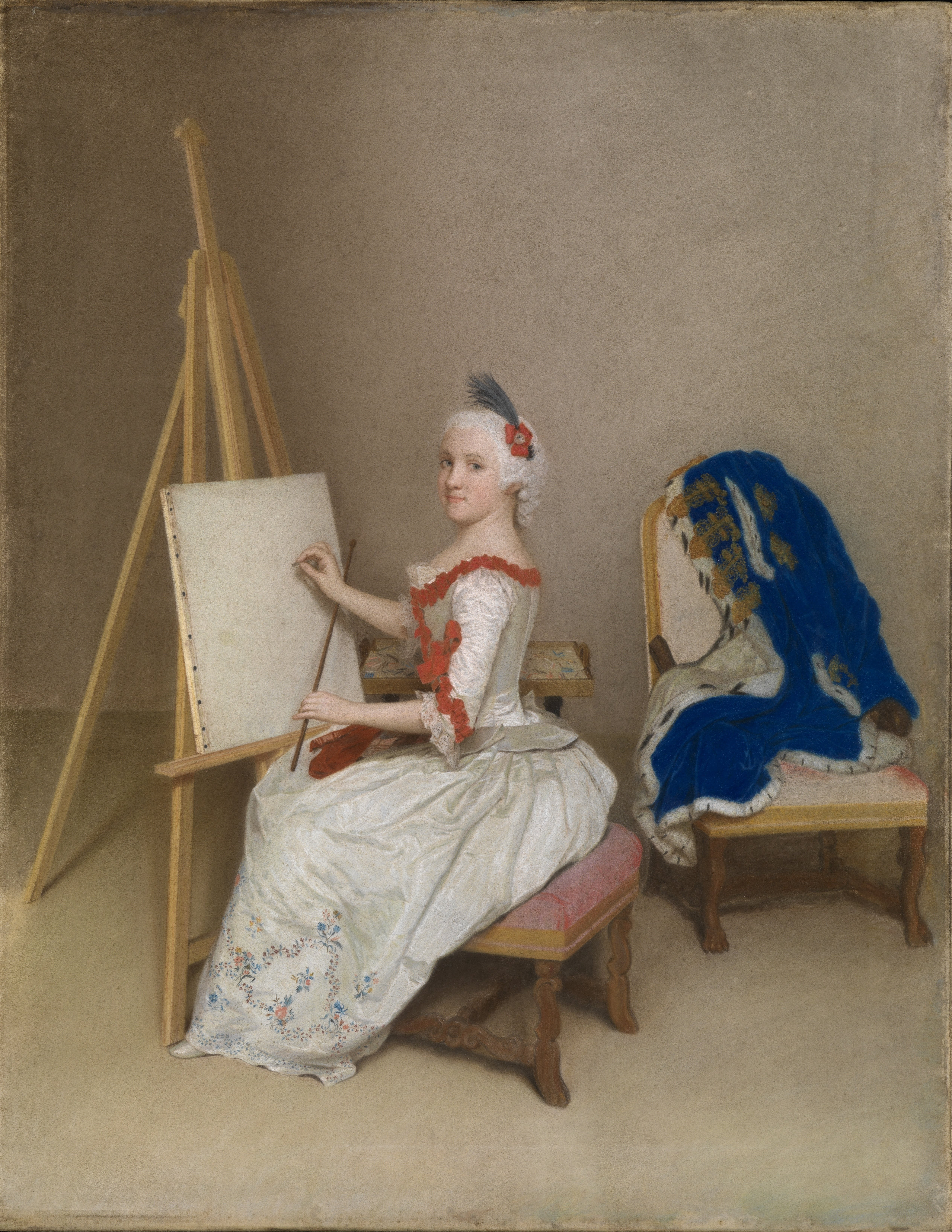
Caroline Luise av Hessen-Darmstadt av Jean-Étienne Liotard 1745.

Caroline Luise av Hessen-Darmstadt, född 11 juli 1723 i Darmstadt, död 8 april 1783 i Paris, markgrevinna av Baden-Durlach (1751) och av det enade Baden från 1771. Hon föddes som dotter till Ludvig VIII av Hessen-Darmstadt och Charlotte Christina Magdalena av Hanau-Lichtenberg.

## Biografi
Caroline Luise beskrivs som intelligent, självständig och bildad. Hon försörjde sig själv och drev en tvål- och en ljusfabrik. Hon talade fem språk, korresponderade med Voltaire och gjorde Karlsruhe till ett kulturellt centrum i Tyskland där hon räknade Johann Gottfried von Herder, Johann Caspar Lavater, Johann Wolfgang von Goethe, Friedrich Gottlieb Klopstock, Christoph Willibald Gluck och Christoph Martin Wieland bland sina gäster. Hon var medlem i Markgräflich Baden hovorkester som harpist och i den danska konstakademin. Hon tecknade och målade pastell. Hennes hälsa förstördes efter ett fall 1779 och hon avled under en resa med sin son i en stroke.

### Vetenskapsintresse
Caroline Luise intresserade sig för olika former av vetenskap; hon hade bland annat ett laboratorium inrett i slottet i Karlsruhe. 
Carl von Linné namngav Glückskastanie Carolinea Princeps L. efter henne och Friedrich Wilhelm von Leysser anlitades för att samla plantor åt henne. Hennes samlingar utgjorde grunden för Staatliche Kunsthalle Karlsruhe och statsmuseet för naturhistoria i Karlsruhe.

### Familj
Hon föreslogs först som brud till en brittisk prins, hertigen av Cumberland, och sedan till fursten av Schwarzburg-Rudolstadt, som dock sade nej, innan hon blev gift med Karl Fredrik av Baden den 28 januari 1751. I äktenskapet föddes barnen:
- Karl Ludvig av Baden (1755–1801)
- Fredrik (1756–1817)
- Ludvig I av Baden (1763–1830)
- Odöpt son (född o död 1764)
- Louise (född o död 1767)